# Porcellane Vezzi

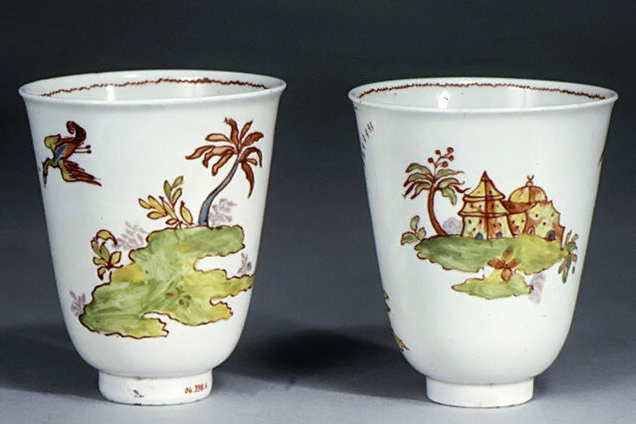
Bicchieri in porcellana Vezzi, Metropolitan Museum of Art

La porcellana Vezzi è una porcellana prodotta dalla fabbrica di porcellana Vezzi a Venezia. La manifattura fu fondata nel 1720 da Giovanni Vezzi, patrizio veneziano, con il supporto finanziario del padre Francesco. Fu la prima fabbrica di porcellana in Italia e restò in attività fino al 1727. Della collezione solo pochi pezzi sono sopravvissuti ad oggi, probabilmente meno di 200.
La fabbrica produceva "vera" porcellana a pasta dura ed aveva incominciato assumendo tecnici della porcellana di Meissen e della porcellana di Vienna, i primi due produttori. Sicché Vezzi era la terza fabbrica di porcellana d'Europa.
Nella collezione la maggioranza delle merci sono stoviglie, tazze, piattini, teiere, porta tè, e forse poche plastiche. 
Comuni sono le tazze senza manici: le teiere hanno spesso forme modellate, inclusa la decorazione in rilievo.
I pezzi hanno in genere una pasta candida, a volte tendente al grigio. Il marchio è la scritta Venezia e Ven.a in azzurro o altri colori sopra o sotto vernice, a volte accompagnata da caratteristiche segnature incise. Le forme spesso prendono ispirazione dall'argenteria o dai prodotti di esportazione asiatici.

## Storia
Francesco Vezzi (1651–1740) era originariamente un orafo dalla carriera fortunata, che,  acquisito da poco il titolo nobiliare ed avuto accesso al patriziato,
decise cosi di finanziare la fabbrica fondata dal figlio Giovanni (nato nel 1687), che prese a sua volta come socio Christoph Conrad Hunger nel 1721.
Vezzi avrebbe visitato le fabbriche di Meissen dove avrebbe imparato alcuni dei loro segreti.
Tra il 1727 (anno di chiusura della manifattura) e il 1758 non vi è più produzione di porcellana a Venezia, quando apre la manifattura Hewelcke poi acquistata da Geminiano Cozzi, che resterà attiva fino al 1812.
La fabbrica Vezzi era una delle poche fabbriche europee creata per operare su base puramente commerciale. A differenza delle altre fabbriche (Meissen e Vienna) che erano di proprietà del sovrano i Vezzi non avevano il sostegno dello Stato dal punto di vista legale e finanziario.
Successivamente anche le fabbriche inglesi come Chelsea e Bow non avevano supporto statale.
La manifattura chiuse nel 1727 su pressione di Francesco spaventato dai debiti accumulati da Giovanni per la fabbrica: in seguito ad un accordo tra padre e figlio padre, Francesco coprì i debiti di Giovanni e Giovanni chiuse la manifattura. I resti di magazzino vennero dati in pagamento agli operai e decorati in forni indipendenti per circa i dieci anni successivi.

La storia della manifattura è stata descritta su base documentaria nel 1967 da Francesco Stazzi, uno studio poi completato da Carlo Fulignati in più occasioni e da Luca Melegati nel 1998.

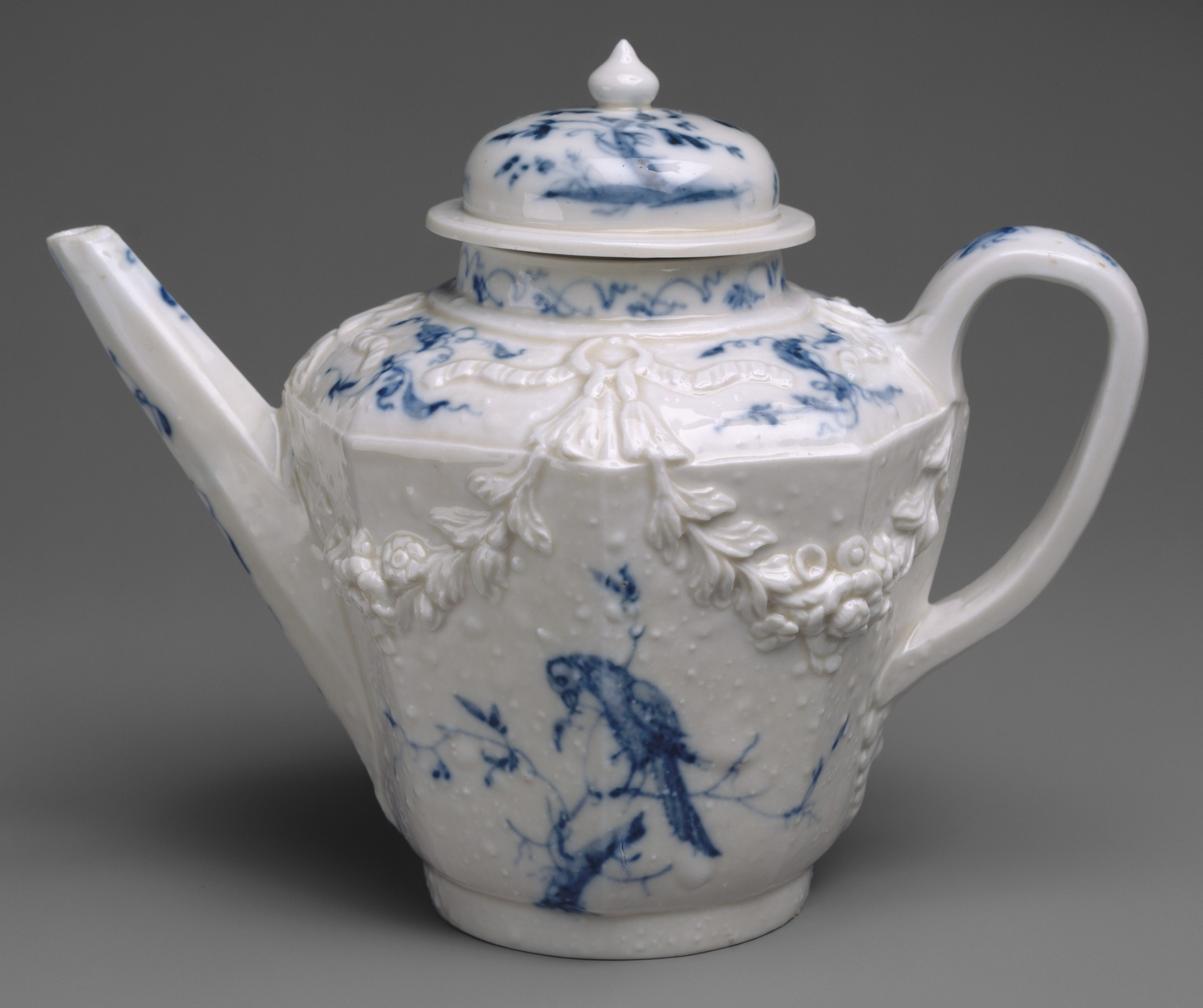
Teiera con rilievo e decorazione dipinta
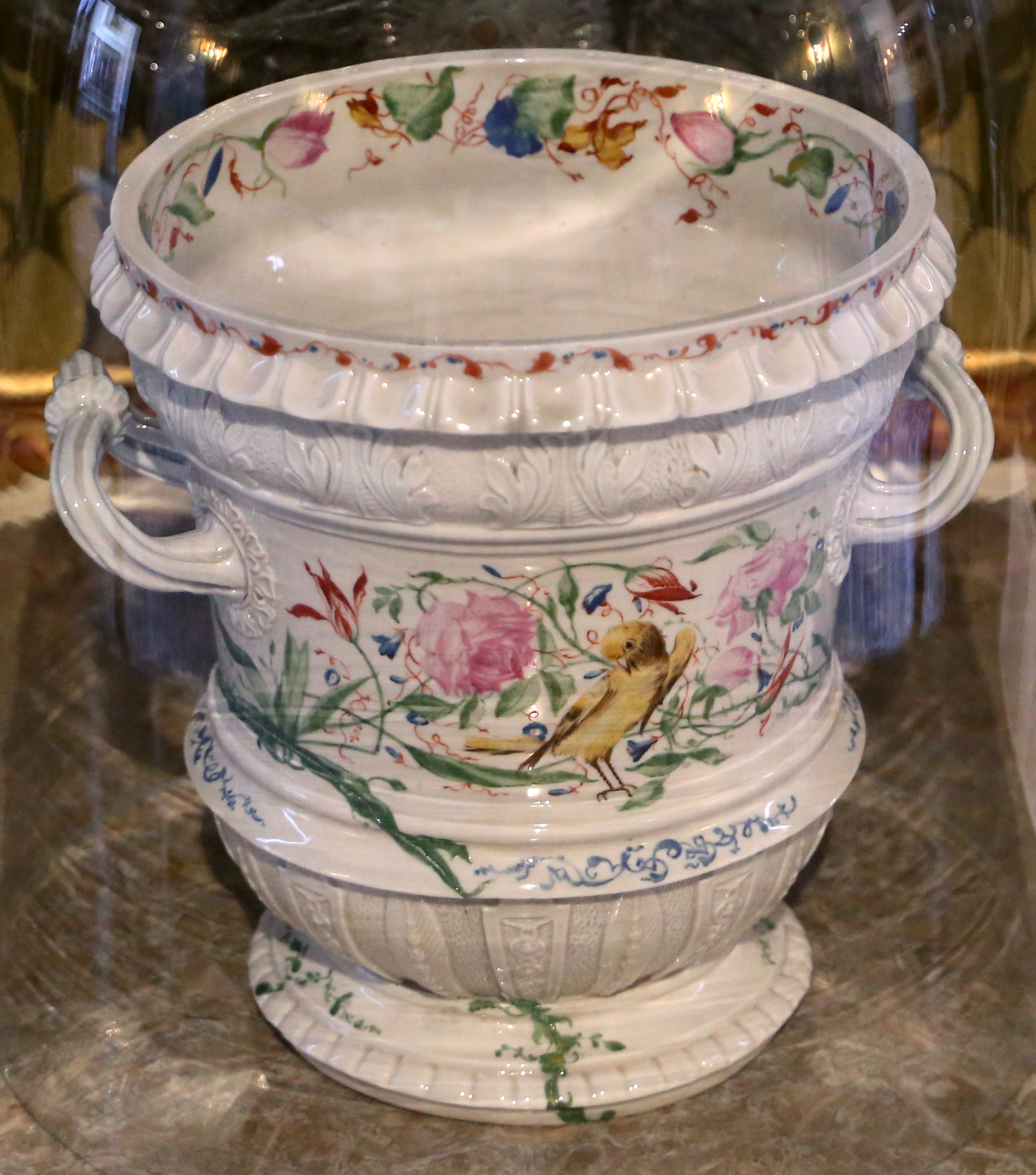
Vaso con natura dipinta
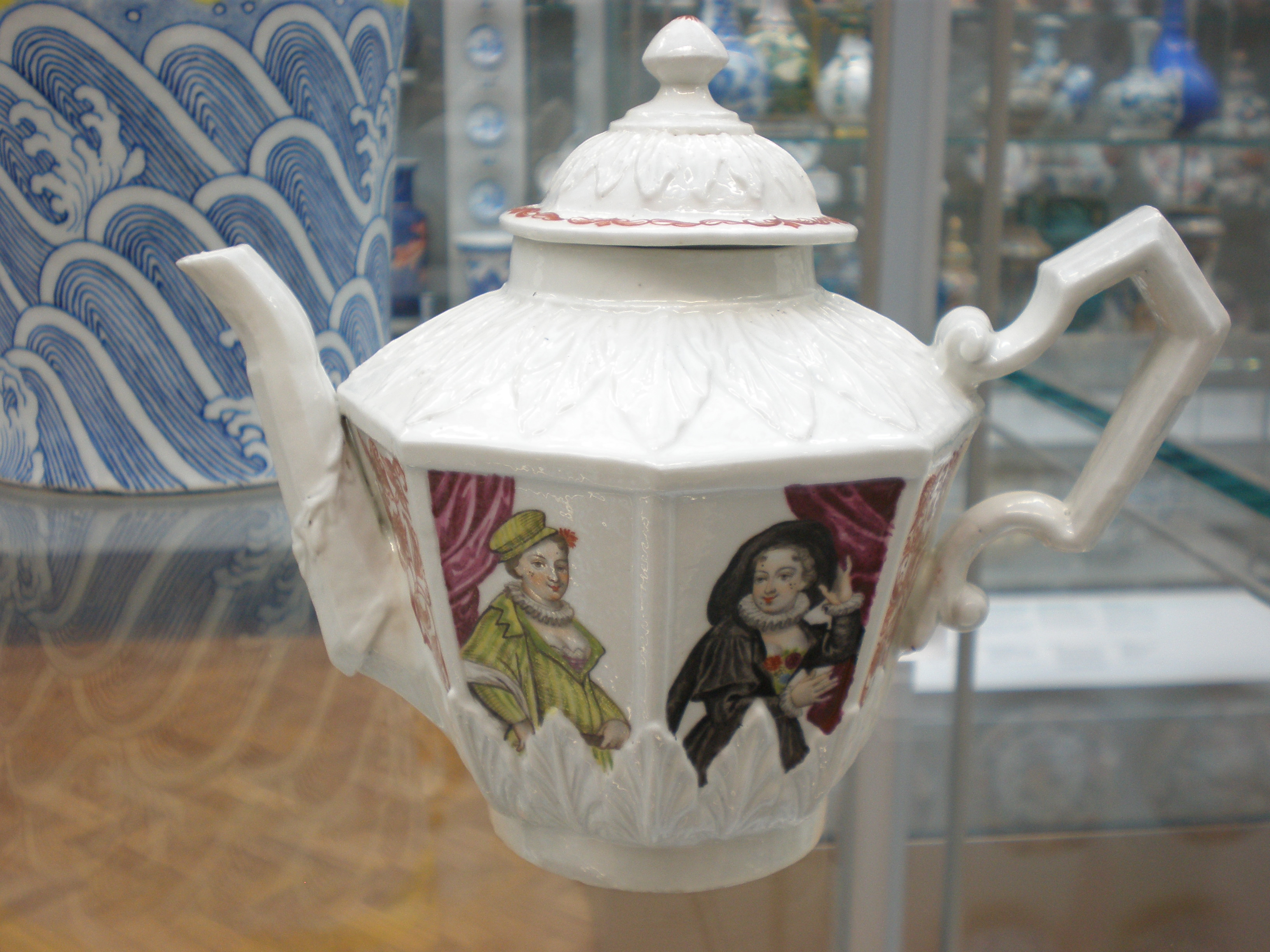
Teiera con rilievo e decorazione dipinta di attrici
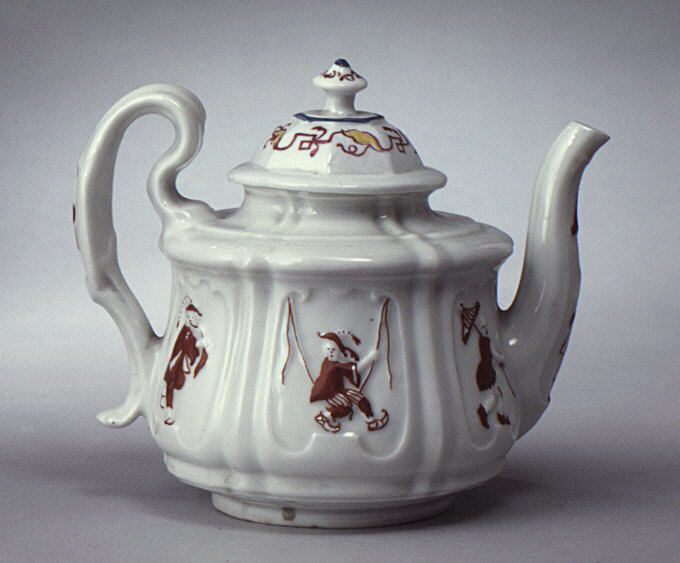
Teiera con rilievo e decorazione dipinta
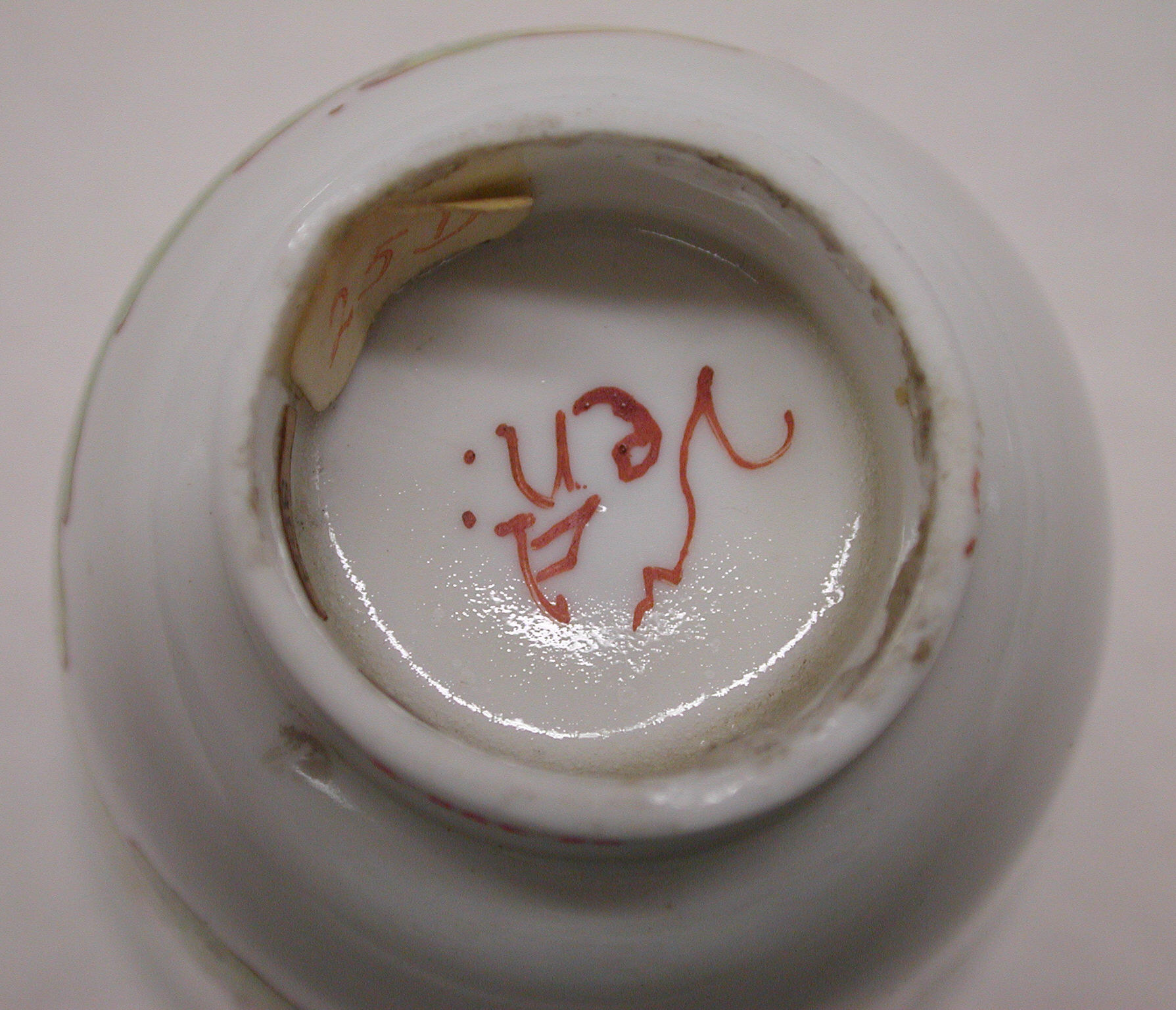
Firma con "Vena" a significare "Venezia"
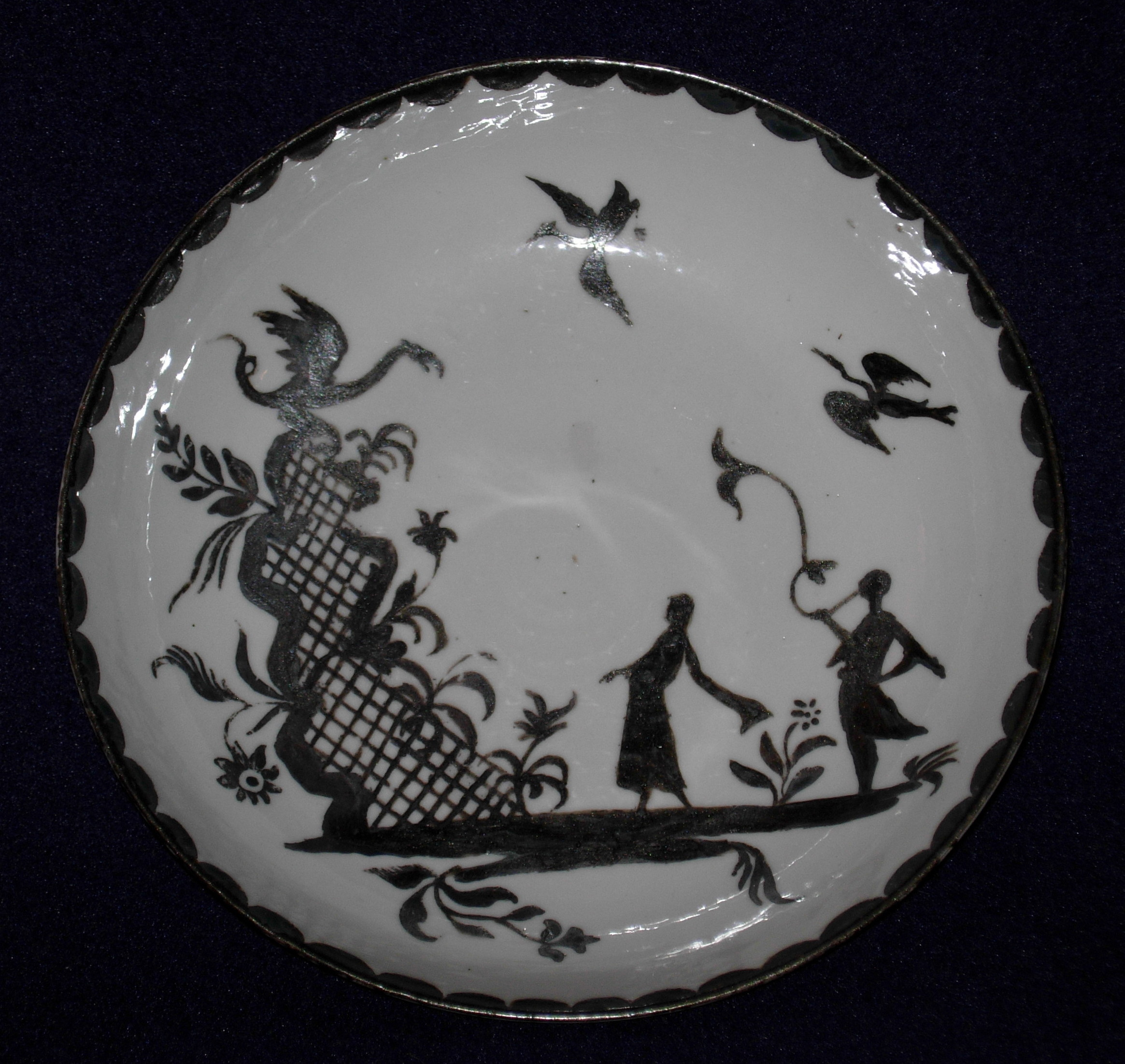
Piatto (foto in bianco e nero)
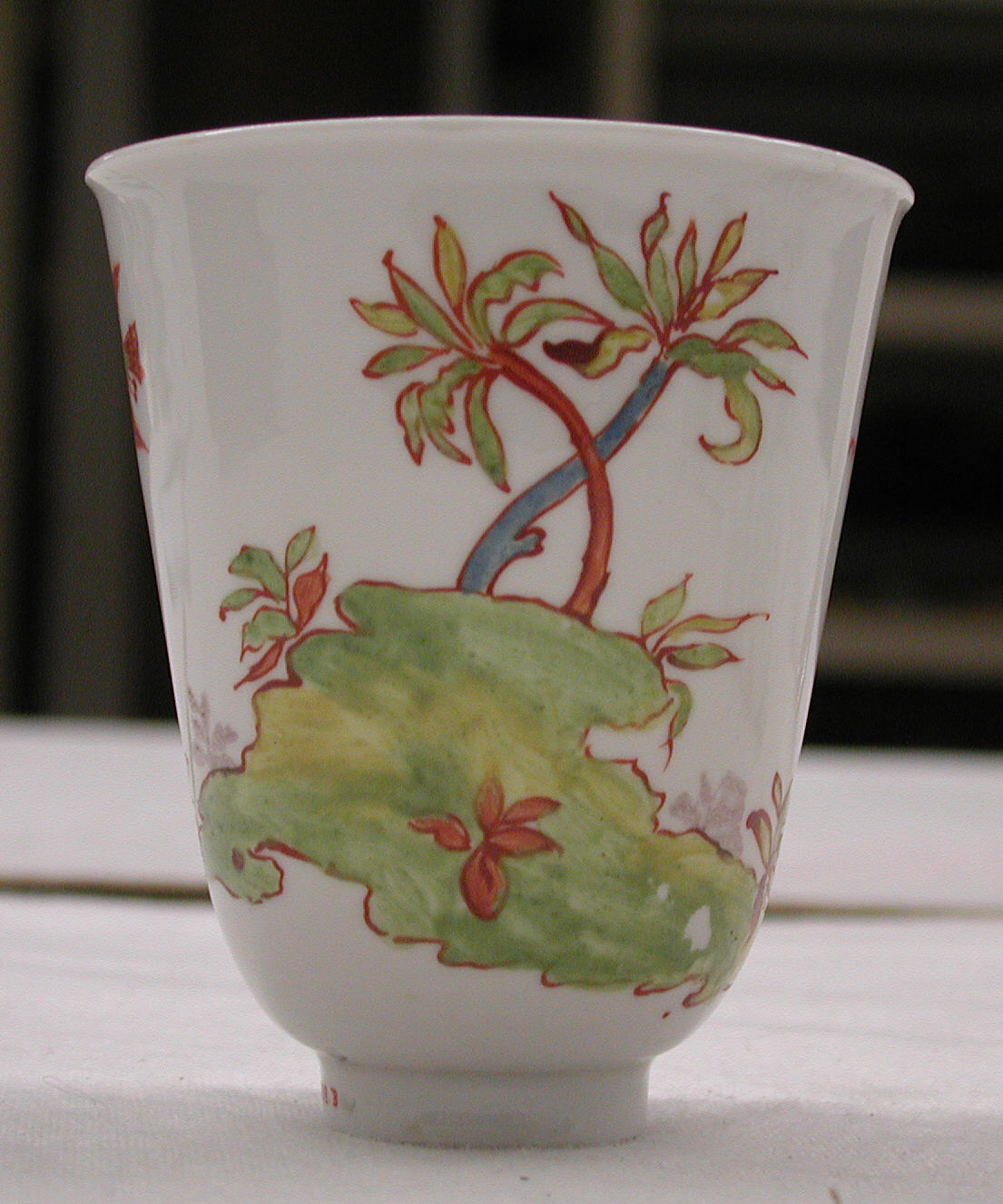
Bicchiere